# McLaren M4B
O M4B foi o modelo da McLaren no início da temporada de 1967 da F1. 
Foi guiado por Bruce McLaren.
McLaren